# Elizabethtown (New York)
Elizabethtown település az USA New York államában, Essex megyében, melynek megyeszékhelye is. Lakosainak száma 746 fő (2020. április 1.).

## Népesség
A település népességének változása:

| 2010 | 754 |
| 2020 | 746 |